# 'O sole mio
’O sole mio, geschreven in 1899, is een van de bekendste Italiaanse liederen, in de originele versie uitgevoerd door talloze artiesten als Enrico Caruso, Mario Lanza, Luciano Pavarotti, Andrea Bocelli, Bryan Adams en zelfs de punkrockband Me First and the Gimme Gimmes.

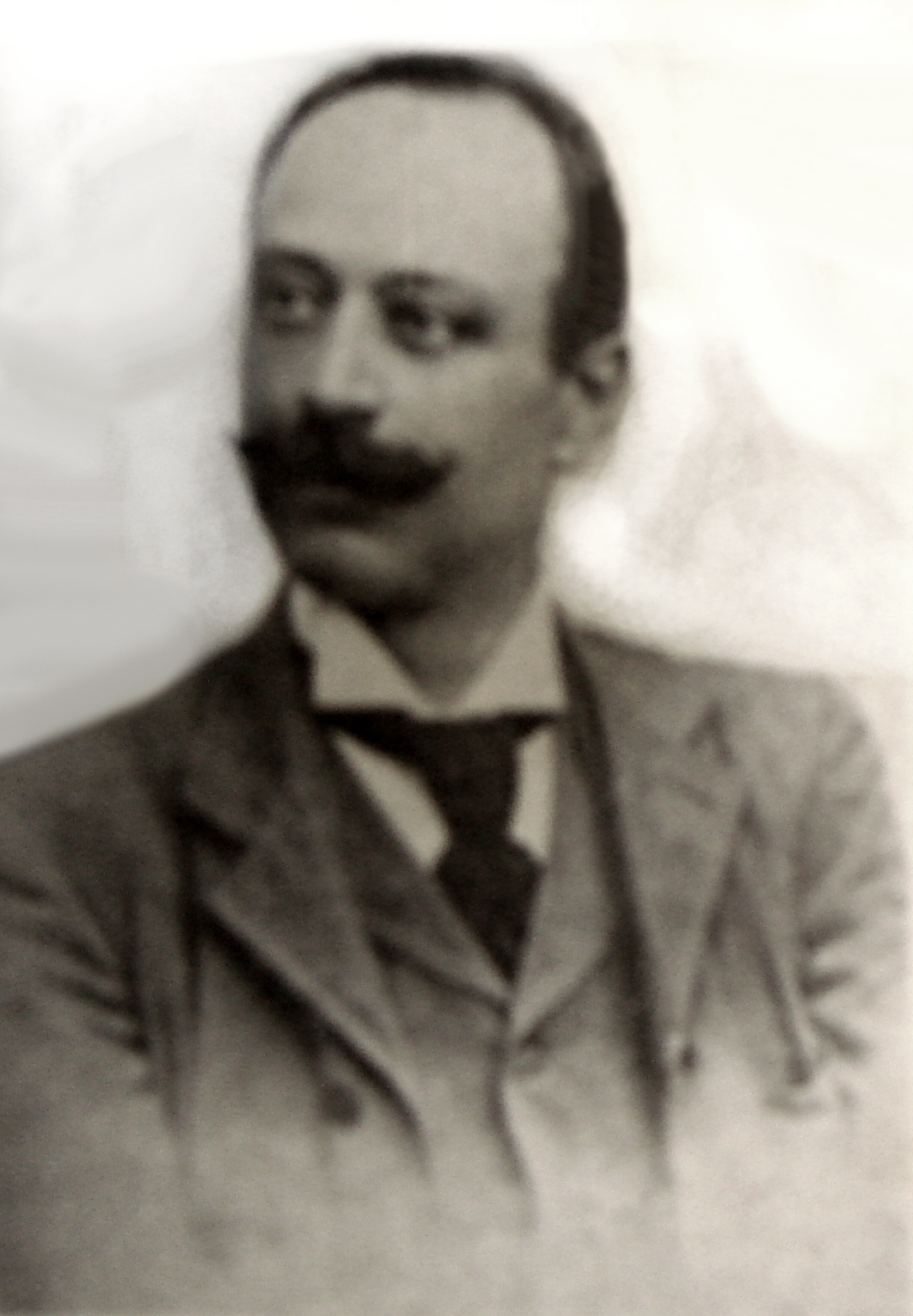
Giovanni Capurro

De tekst van het lied werd geschreven door Giovanni Capurro, de muziek door Eduardo di Capua.
De eerste opname is van Emilio DeGogorza en dateert uit 1908. Hoewel er versies in diverse talen zijn, wordt ’O sole mio, een romantisch Napolitaans liefdeslied, meestal gezongen in het originele Napolitaanse dialect. De letter o in de titel vormt samen met de daaraan voorafgaande apostrof de Napolitaanse pendant van het Italiaanse lidwoord Il. In het Italiaans zou ’O sole mio daarom vertaald worden als Il sole mio. De correcte Nederlandse vertaling is derhalve Mijn zon (en niet: O mijn zon).
In 1949 nam de Amerikaanse zanger Tony Martin de eerste Engelstalige versie van het lied op, getiteld There's no tomorrow, zo'n 10 jaar later gevolgd door Elvis Presley. Toen Presley het liedje hoorde verzocht hij het songschrijversduo Aaron Schroeder en Wally Gold een nieuwe tekst te schrijven, waarna hij er rond 1960 in verschillende landen, waaronder Nederland, een nummer 1-hit mee scoorde onder de titel It's Now or Never.
Vanwege de grote naamsbekendheid van het lied is ook voor veel hotels en restaurants de naam ’O sole mio gekozen.